# Сікори (Ґрифицький повіт)
Сікори (пол. Sikory, нім. Zicker) — село в Польщі, у гміні Грифиці Ґрифицького повіту Західнопоморського воєводства.
Населення — 97 осіб (2011).
У 1975-1998 роках село належало до Щецинського воєводства.

## Демографія
Демографічна структура станом на 31 березня 2011 року:
|          | Загалом | Допрацездатний вік | Працездатний вік | Постпрацездатний вік |
| -------- | ------- | ------------------ | ---------------- | -------------------- |
| Чоловіки | 52      | 12                 | 39               | 1                    |
| Жінки    | 45      | 14                 | 25               | 6                    |
| Разом    | 97      | 26                 | 64               | 7                    |